# 시마즈 시게토시
시마즈 시게토시(일본어: 島津 重年 しまづ しげとし[*])는 에도 시대의 다이묘이다. 시마즈씨 24대 당주이자, 사츠마번 7대 번주이다. 초명은 히사카도(久門)이다.

## 약력

### 카지키 시마즈가 시기
교호 14년 (1729년) 2월, 시마즈 츠구토요의 차남으로서 가고시마성에서 태어나, 같은 해 11월 25일에 분가 필두인 시마즈 츠나히사의 차남이자 카지키 시마즈가 당주 시마즈 히사스에의 양자가 되었다. 아명은 젠지로(善次郎). 또, 어머니 토메 (시마즈 히사후사의 딸)은 덴메이 연간까지 생존해 있었지만, 츠구토요와 토메와의 아이는 젠지로 한명뿐이다.
교호 17년 (1732년)에 카지키 시마즈가 4대 당주가 되어, 겐분 2년 (1737년)에 원복하여, 시마즈 효고 히사카도(久門)라 칭했다. 겐분 3년 (1738년)에 시마즈 타카토모와 함께, 가격을 일소지에서 신설된 일문가로 고친다. 그해에 타카토모의 이복동생인 시마즈 타다노리가 시게토미 시마즈가를 일으키자, 이 가문도 일문가 반열에 올라 일문가 필두격이 되다. 카지키 시마즈가는 일문가 중 위치는 2번째 였으나, 세번째로 여겨졌던 타루미즈가가 타카토모의 대에 한해, 일문가 필두가 되었으므로, 실질적으로는 히사카도의 위치는 3번째였다. 하지만, 히사카도는 일문가 중에선 혈통상, 츠구토요나 무네노부에 가장 가까운 존재로, 무네노부의 임시 양자가 되어 있었다. 

### 번주 시기
간엔 2년 (1749년) 7월 10일, 형 무네노부가 사망하자, 막부의 허가를 받아, 본가에 복귀하였고, 그 뒤를 이어 번주가 되었다. 카지키가는 장남 시마즈 히사카타 (후의 시마즈 시게히데)가 이었다. 같은 해 11월, 종4위하, 시종에 임명되었다. 사츠마노카미로 칭했다. 또, 9대 쇼군 도쿠가와 이에시게로 부터 편휘를 받아, 히사카도에서 시게토시(重年)로 개명했다.
간엔 3년 (1750년)에 번정 비판이나 인물 비판을 하고 있던 실학파에 대해 "실학 붕괴"라고 하는 사츠마번 최초의 학파 탄합 사건이 일어나, 요닌인 미나요시 츠쿠야스(皆吉続安) 등 10명을 유배 보냈다. 
호레키 3년 (1753년)에 막부 명령으로, 키소삼천분류공사 (호레키 치수)를 명령받고, 가로 히라타 유키에를 총책임자로 하여 다수의 번사가 공사에 종사하였으나, 막대한 비용과 사망자 80여 명을 냈다. 히라타도 완성을 지켜보고, 호레키 5년 (1755년)에 책임을 지고 할복, 다음 달에 시게토시도 병약한데다가 근심이 겹쳐 27세의 나이로 형과 마찬가지로 아버지보다 앞서 사망했다
이 전의 호레키 4년 (1754년) 8월에 장남 히사카타가 (시마즈 종가로서) 아버지의 뒤를 잇기 위해 본가에 들어와, 타다히로로 개명하고, 시게토시 사후, 10살의 나이로 번주에 취임하지만, 원복할 때, 같은 시기 쇼군 이에시게로부터 편휘를 받아, 시게히데로 개명했다.

## 인물
- 아버지와 마찬가지로 병약한 인물로 알려져 있지만,  구닌 코젠베에로부터 검술 지겐류를 배운다[1]. 이 사료에서는 사츠마번주로서는 오랜만에 등장하는 인물이다.

## 가족관계
- 아버지 : 시마즈 츠구토요 (1702년 - 1760년)
- 어머니 : 토메 - 시마즈 히사후사의 딸
- 외조부 : 시마즈 히사후사 (시마즈 미츠히사의 17남. 통칭 슈메(主馬), 모토메(求馬))
- 정실 : 시마즈 토미 (1727년 - 1745년) - 숙부 시마즈 타카토모의 딸. 엔쿄 2년 11월 7일에, 젠지로를 낳은 후, 사망. 법호는 정각원정범묘아대자(正覚院貞範妙雅大姉).
  - 장남 : 시마즈 시게히데 (1745년 - 1833년) - 젠지로. 시마즈 히사카타, 시마즈 종가의 후계자가 되고 난 후, 타다히로라 칭함.
- 계실 : 무라 (? - 1754년) - 시마즈 히사나오의 딸. 호레키 4년 2월 2일 사망.
- 또, 사도와라번주 시마즈 히사모토의 아내 우메 (선처 토미의 동생)는 시게히데의 양동생이지만, 시게토시가 사망한 후, 양여동생이 되었기 때문에 시게토시의 양자인 것은 아니다. 참고로 상고집성관의 『시마즈씨정통계보』에서는 시게히데의 양동생이었다는 사실조차 생략되어 있다.

### 내용주
1. ↑  하지만, 시마즈 타카토모의 타루미즈 시마즈가 당주 재임 중 한정으로. 필두는 아니었다.
2. ↑  참고로, 엔쿄 연간에 시마즈 타다사토가 이마이즈미 시마즈가를 일으키자, 이 가문이 일문의 최하위가 되었다.
3. ↑  시게토시는 히사카타 (시게히데) 외에 자녀가 없었기 때문에, 카지키가에 관해서는 이를 이을 사람이 없어져, 시마즈 히사나루가 이을 때까지 당주 부재 상태가 되었다.